# Чжу Юйлин
Чжу Юйли́н (кит. 朱雨伶, пиньинь Zhū Yŭlíng) (род. 10 января 1995 года) — китайская спортсменка, игрок в настольный теннис, член национальной сборной КНР, чемпионка мира 2015 года в парном разряде, двукратная чемпионка мира в командном разряде, обладательница Кубка мира в одиночном разряде. С марта 2013 года Чжу Юйлин входит в десятку лучших игроков мира, в ноябре 2017 года стала первым номером мирового рейтинга.

## Биография
Чжу Юйлин родилась в городском округе Мяньян (Китай). В детстве девочка часто болела, поэтому в возрасте пяти лет родители отправили её заниматься спортом — настольным теннисом. В 15 лет Чжу Юйлин уже была принята в национальную команду.
Первый крупный успех на международной арене — золотая медаль в одиночном разряде на юношеском Чемпионате мира в 2010 году. В 2012 году она повторила этот успех, а в 2015 году выиграла Чемпионат Азии во взрослом одиночном разряде.
Чжу Юйлин три раза выигрывала Гранд-финал Мирового тура по настольному теннису ITTF. Первый раз в 2015 году в паре с Дин Нин, затем в одиночном разряде в 2016 году, затем в 2017 году в паре с Чэнь Мэн.
На чемпионатах мира по настольному теннису Чжу Юйлин была бронзовой призеркой в одиночном разряде в 2013 году, золотой в парном разряде (вместе с Лю Шивэнь) в 2015 году, серебряной призеркой в одиночном и парном разрядах в 2017 году, и дважды завоевывала золото в командном разряде в 2014 и 2016 годах.
На олимпийских играх в Рио в 2016 году Чжу Юйлин была резервным игроком китайской национальной команды.
В 2017 году Чжу Юйлин выиграла Кубок мира по настольному теннису в одиночном разряде.
Пять раз одерживала победы в одиночном разряде на этапах «ITTF World Tour» — 2018 (Сеул), 2016 (Доха), 2015 (Чэнду), 2014 (Эль-Кувейт и Стокгольм).
В июле 2019 года Чжу Юйлин выиграла первый этап нового экспериментального турнира «T2 Diamonds», в котором соревнуются 16 сильнейших на тот момент участниц «ITTF World Tour».
В 2020 году у Чжу Юйлин был диагностирован рак и она прекратила выступления на профессиональной арене. В 2024 году Чжу Юйлин снова начала выступать на турнирах WTT.

## Стиль игры
Чжу Юйлин играет правой рукой европейской хваткой в атакующем стиле.